# Amir Azrafshan
Amir Azrafshan, född 17 augusti 1987, är en svensk fotbollstränare som är tränare i Dalkurd FF.

## Tränarkarriär
Azrafshan har tidigare tränat division 4-klubben FC Djursholm och 2017–2018 var han assisterande tränare för Dalkurd när laget gick upp i Allsvenskan. 
I juli 2020 blev Azrafshan klar som huvudtränare i Östersunds FK. Den 2 september 2021 blev han avskedad av klubben och ersatt av Per Joar Hansen.
Den 4 januari 2022 stod det klart att Azrafshan återvänder till Östersunds FK. I juni 2022 fick han lämna sin roll i Östersund. Kort därefter blev Azrafshan klar som ny huvudtränare i Dalkurd FF.